# Мухаммед-Валі Хан Тонекабоні
Мухаммед-Валі Хан Тонекабоні (перс. محمدولیخان سپهسالار تنکابنی‎; 1 квітня 1846 — 3 лютого 1926) — перський державний і політичний діяч, тричі обіймав посаду прем'єр-міністра країни.

## Життєпис
Під час конституційної революції діяв у лавах конституціоналістів, хоча до 1909 року віддано служив Мухаммеду Алі Шаху. Вже за правління Ахмада Шаха тричі очолював уряд.